# Либерастика
Либера́стика — шрифтовая рубленая гарнитура, производная от шрифтов Liberation Sans. Распространяется в рамках лицензии GNU General Public License второй версии с исключением для встраивания шрифтов в документы.
Основное отличие от гарнитуры Liberation Sans заключается в приведении дизайна некоторых букв кириллицы к более естественному облику. Следствием этого является несовместимость по метрикам (горизонтальным размерам символов) со шрифтами Arial. В частности по сравнению с Liberation Sans изменён вид следующих символов: «Д», «Ж», «К», «Л», «У», «Ф», «Ч», «Ш», «Щ», «Ъ», «Ы», «Ь», «Ю», «Я», «б», «д», «ж», «з», «к», «л», «ф», «ц», «ш», «щ», «ъ», «ы», «ь», «ю», «я»; добавлены несколько новых знаков кириллицы. Шрифтам также добавлены некоторые свойства технологии OpenType: комбинирующая диакритика, якоря, замены букв для некоторых языков.
Шрифты распространяются в виде исходных текстов и скомпилированных файлов TrueType.